# Dragoslav Ilic
Dragoslav Ilic född 17 september 1939, serbisk skådespelare.
 

## Filmografi
- 1981 - Montenegro eller Pärlor och svin
- 1972 – Firmafesten